# أنجيليكا شتيجر
أنجيليكا شتيجر (بالإنجليزية: Angelika Steger)‏ وهي عالمة في الرياضيات وعالمة حاسوب.
تشمل اهتماماتها البحثية: نظرية المخططات، الخوارزمية العشوائية وخوارزميات التقريب. وهي أستاذة في المعهد الفدرالي السويسري للتكنولوجيا في زيورخ.
بعد دراسات سابقة في جامعة فرايبورغ وجامعة هايدلبرغ، حصلت ستيغر على درجة الماجستير من جامعة ستوني بروك في عام 1985. وأكملت شهادة الدكتوراه من جامعة بون في عام 1990 تحت إشراف هانز يورجن برولم مع أطروحة حول الهياكل الاندماجية العشوائية وحصلت على شهادة التأهل للأستاذية من بون في عام 1994. بعد زيارة موقع في جامعة كيل، أصبحت أستاذة في جامعة دويسبورغ-إيسن في عام 1995، وانتقلت إلى جامعة ميونخ التقنية في عام 1996 ، وانتقلت مرة أخرى إلى المعهد الفدرالي السويسري للتكنولوجيا في زيورخ في عام 2003.
ألفت أنجيليكا شتيجر كتاب مدرسي باللغة الألمانية حول (الهياكل المنفصلة والتوافقية ونظرية الرسم البياني وعلم الجبر) وتم نشرها بواسطة (سبرغنر، 2007). كما عملت مع بريمر دراسة عن مشكلة شجرة شتينر: جولة من خلال الرسوم البيانية والخوارزميات والتعقيد (فيج ، 2002).
تم انتخاب شتيجر في الأكاديمية الألمانية للعلوم ليوبولدينا في عام 2007. كانت متحدثة في المؤتمر الدولي للرياضيين في عام 2014.

## وصلات خارجية
- Google scholar profile